# Xanthopastis regnatrix
Xanthopastis regnatrix är en fjärilsart som beskrevs av Augustus Radcliffe Grote 1863. Xanthopastis regnatrix ingår i släktet Xanthopastis och familjen nattflyn. Inga underarter finns listade i Catalogue of Life.